# Eldorado (album de Neil Young)
Pour les articles homonymes, voir Eldorado (homonymie).
Albums de Neil Young and The Restless
This Note's for You
(1988) Freedom
(1989)
Eldorado est un EP sorti au Japon et en Australie de Neil Young and The Restless.
Les titres Don't Cry, On Broadway et Eldorado paraitront en 1989 sur l'album suivant Freedom.

## Liste des titres
Paroles et musique de Neil Young sauf On Broadway de Barry Mann, Cynthia Weil, Jerry Leiber, Mike Stoller.
1. Cocaine Eyes – 4:24
2. Don't Cry – 5:00
3. Heavy Love – 5:09
4. On Broadway – 4:57
5. Eldorado – 6:03

## Musiciens
- Neil Young - guitare, chant
- Chad Cromwell - batterie
- Rick Rosas - basse